# Beyond all reason
Beyond All Reason é um jogo de vídeo gratuito de código aberto de ficção científica de estratégia em tempo real (RTS) atualmente em desenvolvimento, disponível tanto para Windows quanto para Linux. Construído sobre um fork do SpringRTS Engine conhecido como Recoil, Beyond All Reason se inspira fortemente em títulos RTS mais antigos como Total Annihilation e Supreme Commander. Embora ainda esteja em estágio alfa, o jogo é totalmente jogável e pode ser baixado através do site do projeto. No estado atual, Beyond All Reason apresenta modos de escaramuça e cenário para um jogador, além de modos multijogador PvP e cooperativos. A equipe de desenvolvimento planeja lançar o jogo em plataformas como a Steam assim que marcos importantes como campanha e sistema de pareamento forem alcançados.

## História
Beyond All Reason evoluiu ao longo dos anos a partir de uma linhagem de projetos impulsionados pela comunidade dentro do SpringRTS Engine. O motor, lançado sob a licença GPL em abril de 2005, foi projetado para recriar o estilo de jogabilidade de Total Annihilation, um clássico RTS da Cavedog. Isso despertou o interesse de desenvolvedores e entusiastas de RTS, levando à criação de diversos projetos que expandiram o portfólio de jogos da comunidade SpringRTS. Entre os títulos notáveis desenvolvidos nesse motor estava Absolute Annihilation, um jogo baseado no mod UberHack de Total Annihilation. Um fork posterior de Absolute Annihilation, chamado Balanced Annihilation, serviu como base de jogabilidade para Beyond All Reason.
Inicialmente, Beyond All Reason começou como um esforço para substituir todo conteúdo vinculado à propriedade intelectual de Total Annihilation e gradualmente se desenvolveu em um jogo totalmente original. As primeiras artes foram apresentadas em 2010, e o desenvolvimento continuou de forma esporádica até 2013, quando o projeto perdeu força e foi abandonado. Em 2019, uma nova geração de desenvolvedores, junto com os criadores originais de Beyond All Reason, reviveu o projeto, trazendo-o a um estado jogável. Desde então, Beyond All Reason tem estado em desenvolvimento contínuo, melhorando diversos aspectos do jogo e sua infraestrutura.

## Jogabilidade
O jogo oferece a escolha entre duas facções distintas, Armada e Cortex. A primeira foca em velocidade e táticas furtivas, enquanto a segunda se concentra em táticas de força bruta. Cada facção possui seu próprio conjunto de infantaria robótica (bots), veículos militares, aeronaves militares e unidades navais. O jogo começa com uma única unidade, o Comandante. De forma semelhante ao rei no xadrez, o jogador que eliminar primeiro a unidade Comandante do oponente vence a partida. Beyond All Reason apresenta múltiplos modos de jogo, incluindo 1v1, partidas em equipe com até 8 jogadores por lado, modos de hordas contra oponentes controlados por computador, bem como cenários para um jogador offline.
Beyond All Reason possui dois recursos diferentes: energia e metal. O jogador pode adquirir energia construindo moinhos de vento, coletores solares ou geradores nucleares. O metal pode ser obtido construindo extratores sobre depósitos de metal ou recuperando o metal dos destroços de unidades inimigas ou aliadas derrotadas. Em contraste com muitos outros jogos de estratégia em tempo real, Beyond All Reason apresenta uma economia contínua, onde os recursos no mapa não são finitos, mas podem ser ampliados infinitamente com construções e unidades de produção de recursos. Isso tem como objetivo permitir que os jogadores usem unidades cada vez mais destrutivas ao longo do tempo, que são mais caras e eficazes em seus papéis.
Física e terreno desempenham um papel no combate e na estratégia. Todos os projéteis são simulados em tempo real, portanto precisam considerar a topografia do terreno em suas trajetórias. Elementos do terreno bloqueiam o sinal de radar, permitindo esconder unidades do oponente atrás de obstáculos. Além disso, os diferentes tipos de unidade interagem com o terreno de maneiras diferentes: enquanto bots conseguem escalar colinas íngremes, veículos teriam dificuldade em tais inclinações. Isso permite uma escolha estratégica entre manobrabilidade e poder de fogo ao escolher quais unidades construir.
Beyond All Reason descende de Total Annihilation e, como tal, muitos dos elementos centrais de jogabilidade são semelhantes. No entanto, há muitas diferenças que definem Beyond All Reason como um jogo distinto. O novo motor 3D permite um jogo muito mais complexo, totalmente simulado e em maior escala, enquanto melhorias na interface aumentam simultaneamente a capacidade do jogador de controlar individualmente as ordens das unidades no jogo.
Acima do motor melhorado está uma estrutura de interface personalizável escrita em Lua, que moderniza a interface original. Por exemplo, ordens para um grupo de unidades podem ser arrastadas em linha, dadas em uma área circular e/ou também colocadas em repetição. Muitos dos recursos da interface, como a capacidade de arrastar unidades em linha, alteram significativamente a jogabilidade original.

## Desenvolvimento

### Recoil Engine
O Recoil Engine é um fork do SpringRTS com várias melhorias de desempenho e outros aperfeiçoamentos. Por exemplo:
Caminhamento multithread adicional
Texturas, efeitos e iluminação remasterizados
Novo renderizador GL4 moderno
As capacidades de rede do Recoil Engine e sua habilidade de simular batalhas em larga escala foram demonstradas durante um evento comunitário comemorando 40.000 membros no Discord. Durante esse evento, partidas contaram com recordes de jogadores, com até 80, 110 e até 160 participantes em um único jogo. Esse marco atraiu atenção da comunidade gamer em geral e foi coberto por diversos sites de notícias e criadores de conteúdo.

## Recepção
Beyond All Reason foi bem recebido pela comunidade e em análises. As resenhas destacam a grande profundidade estratégica do jogo, a curva de aprendizado difícil, a jogabilidade PvP, batalhas em grande escala com centenas de unidades, e seu alto nível de polimento.
A PCMag resumiu o jogo como "o melhor lançamento de RTS em anos." A PC Gamer declarou: "Beyond All Reason ultrapassa limites com algumas das maiores batalhas comunitárias já travadas." A revista alemã de notícias de jogos GameStar elogiou o jogo pelas "maiores e mais bombásticas batalhas que você já viu em um RTS". Com o tempo, uma comunidade considerável se formou em torno do projeto. Ele ganhou reconhecimento internacional e conquistou o 20º lugar no ranking de jogos de estratégia favoritos de todos os tempos da Rock Paper Shotgun.
Ao dar suas primeiras impressões sobre o jogo, Chris Taylor descreveu sua experiência com Beyond All Reason como "surreal", destacando como seu trabalho original inspirou outros projetos que evoluíram a ponto de "se tornarem suas próprias instituições".

## Links externos
«Sítio oficial»